# John T. Stuart

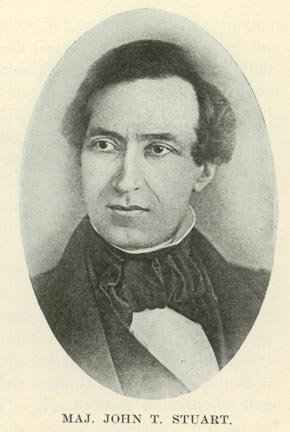
John T. Stuart

John Todd Stuart (* 10. November 1807 bei Lexington, Kentucky; † 23. November 1885 in Springfield, Illinois) war ein US-amerikanischer Politiker. Zwischen 1839 und 1843 sowie nochmals von 1863 bis 1865 vertrat er den Bundesstaat Illinois im US-Repräsentantenhaus.

## Werdegang
John Todd Stuart war ein Cousin von Mary Todd Lincoln, der Frau von US-Präsident Abraham Lincoln. Bis 1826 besuchte er das Centre College in Danville. Nach einem anschließenden Jurastudium und seiner 1828 erfolgten Zulassung als Rechtsanwalt begann er in Springfield in diesem Beruf zu arbeiten, wo er zusammen mit Abraham Lincoln eine Gemeinschaftskanzlei betrieb. Im Jahr 1832 nahm er als Major am Black-Hawk-Krieg teil. Gleichzeitig schlug er eine politische Laufbahn ein. Zwischen 1832 und 1836 war er Abgeordneter im Repräsentantenhaus von Illinois. Mitte der 1830er Jahre wurde er Mitglied der Whig Party. Im Jahr 1836 kandidierte er noch erfolglos für den Kongress.
Bei den Kongresswahlen des Jahres 1838 wurde Stuart dann aber im dritten Wahlbezirk von Illinois in das US-Repräsentantenhaus in Washington, D.C. gewählt, wo er am 4. März 1839 die Nachfolge von William L. May antrat. Nach einer Wiederwahl konnte er bis zum 3. März 1843 zwei Legislaturperioden im Kongress absolvieren. Die Zeit ab 1841 war von den Spannungen zwischen Präsident John Tyler und den Whigs bestimmt. Außerdem wurde damals bereits über eine mögliche Annexion der seit 1836 von Mexiko unabhängigen Republik Texas diskutiert. Im Jahr 1842 verzichtete Stuart auf eine weitere Kandidatur.
Zwischen 1848 und 1852 gehörte er dem Senat von Illinois an. 1860 kandidierte er erfolglos als Unionist für das Amt des Gouverneurs von Illinois. Später wurde er Mitglied der Demokratischen Partei. Bei den Wahlen des Jahres 1862 wurde Stuart als deren Kandidat im achten Distrikt seines Staates erneut in den Kongress gewählt, wo er am 4. März 1863 Philip B. Fouke ablöste. Bis zum 3. März 1863 absolvierte er dort eine weitere Legislaturperiode, die von den Ereignissen des Bürgerkriegs geprägt war.
Nach dem Ende seiner Zeit im US-Repräsentantenhaus praktizierte John Stuart wieder als Anwalt. Er starb am 23. November 1885 in Springfield.